# Straight Outta Nowhere: Scooby-Doo! Meets Courage the Cowardly Dog
Straight Outta Nowhere: Scooby-Doo! Meets Courage the Cowardly Dog (bra: Diretamente de Lugar Nenhum: Scooby-Doo! Encontra Coragem) é o filme de animação estadunidense de 2021, produzida pela Warner Bros. Animation e o trigésimo-sexto  diretamente em vídeo de Scooby-Doo. O filme é um crossover entre Scooby-Doo e a série do Cartoon Network, Coragem, o Cão Covarde. O filme foi lançado em DVD e digital em 14 de setembro de 2021.

## Vozes
- Frank Welker como Scooby-Doo, Fred Jones
- Matthew Lillard como Salsicha
- Grey Griffin como Daphne Blake, Frau Glockenspiel
- Kate Micucci como Velma Dinkley
- Marty Grabstein como Coragem, Palhaço/Sr. McGill
- Thea White como Muriel Bagge, Velha Rica
- Jeff Glen Bennett como General, Livro de Autoajuda
- Jeff Bergman como Eustácio, Computador, Mayor
- Chuck Montgomery como Tenente, Sr. Glockenspiel
- Paul Schoeffler como Katz, Le Quack, Red Cat, Narrator

## Produção
De acordo com a animadora e artista Tracy Mark Lee, a premissa original do filme foi apresentada como um episódio de Scooby-Doo and Guess Who?.
John R. Dilworth, o criador original da série Courage the Cowardly Dog, não estava envolvido com o filme. Maxwell Atoms, criador de The Grim Adventures of Billy & Mandy e diretor de Happy Halloween, Scooby-Doo! foi abordado para dirigir o filme. Ele recusou ao saber que John R. Dilworth não estava envolvido.
Marty Grabstein e Thea White reprisaram seus papéis como Courage e Muriel Bagge, enquanto Jeff Bergman dublou Eustace Bagge, substituindo Lionel Wilson e Arthur Anderson, devido ao último falecimento em 2003 e 2016, respectivamente.
O crossover marca o crédito final de atuação de Thea White, que morreu durante uma cirurgia em 30 de julho de 2021, devido a um câncer de fígado, e o filme foi dedicado à sua memória.
Além do falecimento de White, este também é o segundo filme a dar crédito especial postumamente aos criadores originais de Scooby-Doo, Joe Ruby e Ken Spears, após Scooby-Doo! The Sword and the Scoob, pois morreram em agosto e novembro de 2020, respectivamente.

## Lançamento
Straight Outta Nowhere: Scooby-Doo! Meets Courage the Cowardly Dog foi lançado nos Estados Unidos em DVD e digital em 14 de setembro de 2021. No entanto, o filme foi lançado no serviço da Warner Bros. Home Entertainment através do Studio Distribution Services em vez do Cartoon Network. Foi movido do Cartoon Network para a Warner Bros. Animation.

## Recepção
Dillon Gonzales, escrevendo para Geek Vibes Nation, deu ao filme uma crítica positiva, dizendo "há momentos que parecem um pouco preenchidos para justificar um esforço de longa-metragem, mas é fácil ignorá-los enquanto você gosta de passar o tempo com eles  personagens".
Becky O'Brien, da Cinelinx, também deu uma crítica positiva, dizendo que o filme "superou todas as minhas expectativas. Este é um filme que os fãs de ambas as séries irão adorar. É literalmente uma carta de amor a tudo o que torna Scooby-Doo e Coragem, O Cão Covarde divertido de assistir".